# 1891 au théâtre
| Années du théâtre : 1888 - 1889 - 1890 - 1891 - 1892 - 1893 - 1894    |
| Décennies du théâtre : 1860 - 1870 - 1880 - 1890 - 1900 - 1910 - 1920 |

## Pièces de théâtre représentées
- 23 janvier : première au Théâtre-Français de Thermidor, pièce de Victorien Sardou dont les représentations firent l'objet de chahuts et manifestations estudiantines ; les représentations furent suspendues par le ministre de l'Intérieur, décision qui fit l'objet d'un débat à la Chambre des députés entre Georges Clemenceau et Albert de Mun. La suspension maintenue, la pièce fut délocalisée à Bruxelles[1].
- 25 avril : création de Amoureuse de Georges de Porto-Riche, au Théâtre de l'Odéon
- 31 octobre : Adolphe Tabarant  adapte en 5 actes le roman de Balzac, Le Père Goriot. Représentée plusieurs fois au Théâtre-Libre, la pièce est durement attaquée par Félix Fénéon, mais bien accueillie par le public.

## Naissances
- 17 juillet : Boris Lavrenev, dramaturge soviétique († 7 janvier 1959).
- 21 juillet : Jean-Estève Schachmann dit Jean Yonnel, acteur français († 17 août 1968).

## Décès
- 19 janvier : Joseph-Philippe Simon, dit Lockroy, acteur et dramaturge français, né le 17 février 1803.
- 19 novembre : William J. Florence, acteur et dramaturge américain, né le 26 juillet 1831.